# Heidi Talbot

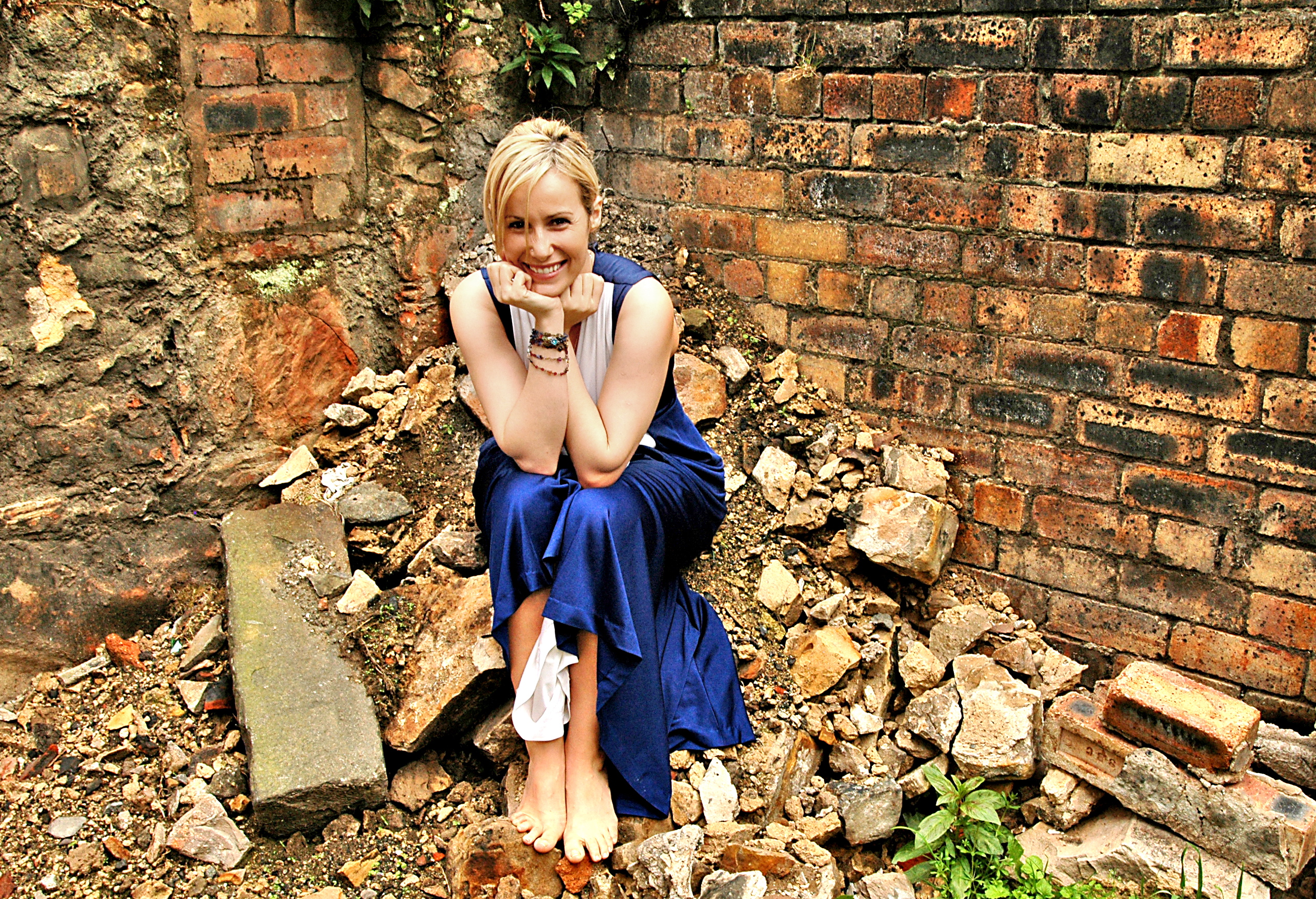
Heidi Talbot

Heidi Talbot (* 1980 in Kill, County Kildare, Irland) ist eine irische Folksängerin und Songwriterin. Seit 2002 hat sie 7 Soloalben herausgebracht, auf denen sich sowohl selbstgeschriebene Lieder als auch Cover und Koproduktionen befinden. Außerdem war sie zeitweilig Mitglied der irisch geprägten US-amerikanischen Frauenband Cherish the Ladies.

## Leben
Heidi Talbot begann im Alter von 14 Jahren in ihrem örtlichen Pub aufzutreten und sang auch bei Hochzeiten in der Kirche gegenüber ihrem Haus. Sie zog nach ihrem 18. Geburtstag für einige Jahre nach New York, wo ihre musikalische Karriere begann, und lebt heute in Edinburgh. Aus einer Ehe mit dem Musiker John McCusker hat sie zwei Töchter.

## Karriere
Als musikalische Inspiration für ihre eigene Karriere nennt Talbot Mary Black, Dolores Keane und Maura O’Connell sowie das Album A Woman's Heart, eine Anthologie dieser und weiterer irischer Sängerinnen.
Ihr erstes, gleichnamiges Album veröffentlichte Heidi Talbot 2002 in der Zeit, als sie in New York lebte. Daraufhin wurde sie in die Frauenband Cherish the Ladies aufgenommen, jedoch führte sie parallel ihre Solokarriere fort. Nach der Veröffentlichung ihres erfolgreichen dritten Albums In Love and Light verließ Talbot die Band, um sich seither ganz auf ihre Solokarriere zu konzentrieren.
Talbot schreibt die meisten ihrer Lieder selbst, nimmt aber auch Coverversionen in ihre Alben auf. Beispiele hierfür sind Motherland von Natalie Merchant oder Famous Blue Raincoat von Leonard Cohen. Zudem arbeitete sie für ihre Alben immer wieder mit anderen Musikern zusammen, darunter Julie Fowlis, Mark Knopfler, Dirk Powell, Jerry Douglas, Tim O’Brien und John McCusker, der zeitweise zugleich ihr Produzent und Ehemann war. Sie selbst sang als Gaststimme unter anderem für Philip Selway, Eddi Reader und Idlewild.
2019 brachte sie zusammen mit dem schottischen Musiker Adam Holmes unter dem Namen Arcade das Album Face The Fall heraus, bestehend aus zehn gemeinsam geschriebenen Liedern. 2022 veröffentlichte sie mit Sing It For A Lifetime bereits ihr 7. Soloalbum, das sie während des Corona-Lockdowns mit Produzent Dirk Powell aufnehmen konnte und in dem sie sich musikalisch etwas vom Folk in Richtung Country bewegt.

## Diskografie

### Soloalben
- Heidi Talbot (2002)
- Distant Future (2004)
- In Love and Light (2008)
- The Last Star (2010)
- Angels Without Wings (2013)
- Here We Go 1, 2, 3 (2016)
- Sing It For A Lifetime (2023)

### Cherish the Ladies
- On Christmas Night (2004)
- Woman of the House (2005)

### Arcade
- Face The Fall (2019)

### Singles und EPs (Auswahl)
- My Sister the Moon – EP (2012)
- Angels Without Wings – Single (2013)
- Bottom Up – Single (2013)
- Christmas In September – Single (2015)
- Love is the Bridge Between Two Hearts – EP (2018) mit John McCusker
- When Will You Return/Oh Little Town – Single (2023)
- The Heart Always Knows – Single (2024), veröffentlicht zum Weltfrauentag am 8. März 2024[8]

### Gastbeiträge
- Before the Ruin – Kris Drever, John McCusker & Roddy Woomble (2008)
- An Cailín Rua – Kathleen Boyle (2008)
- Post Electric Blues – Idlewild (2009)
- Love is the Way – Eddi Reader (2009)
- God Bless The Pretty Things – Boo Hewerdine (2009)
- Mark the Hard Earth – Kris Drever (2010)
- Aurora – Michael McGoldrick (2010)
- The Mark Radcliffe Folk Sessions (2013)
- Flat Earth Society (bei Old Miss Partridge) – West of Eden (2019)
- Mosaic – Matt Rollings (2020)